# Game Pass Shelter
Game Pass Shelter es uno de los lugares con pinturas rupestres mejor conservados de África. Se encuentra en la Reserva Natural de Kamberg, a los pies de la cordillera de Drakensberg, en la provincia de KwaZulu-Natal, en Sudáfrica.

## Lapiedra Rosettadel arte sudafricano
Entre las pinturas del Game Pass Shelter destaca una conocida como la piedra Rosetta del arte rupestre sudafricano, pues ha permitido a los investigadores interpretar en parte el misterioso simbolismo de los san. En ellas, un chamán parcialmente transformado sujeta el rabo de un eland (Taurotragus oryx) agonizante. El chamán tiene la cabeza bajada y los cabellos de punta. Sus piernas ya no son humanas, sino de antílope. A su derecha, otro chamán con el cabello de punta está también parcialmente transformado en eland. Cerca, hay una figura con una manta y cabeza de antílope. En el centro, un chamán danza inclinado con los brazos a la espalda. La pintura muestra, yuxtaponiendo las figuras, como los chamanes se transforman en antílopes mediante una especie de energía que obtienen del eland agonizante.
En el pensamiento san, la transformación acontecida durante el trance está asociada a la muerte física del eland, que para ellos posee un poder sobrenatural superior al de cualquier otra criatura. Cuando un chamán entra en trance sufre un proceso parecido al de la muerte, se dobla sobre sí mismo, los cabellos se le ponen de punta, sangra y le salen borbotones de espuma de la boca; tiembla, suda profusamente y se tambalea. Por último, colapsa. Los san representaban la muerte del eland y paralelamente, la del chamán.

## Historia
Game Pass Shelter salió a la luz en 1915, cuando apareció en la revista Scientific American. Fue el primer sitio con arte rupestre sudafricano conocido en el resto del mundo, y reveló el simbolismo de las pinturas.

## El acceso
El paseo a Game Pass Shelter (literalmente, el refugio del paso de la caza) es de dos horas y media a tres horas desde los chalets o bungalós del parque Kamberg, junto a la cascada Shelter. La caminata se ha de hacer con guía. Antes de salir, en el mismo lugar, se puede visualizar un vídeo en el centro de interpretación del arte san (Kamberg Rock Art Centre).

## Las pinturas
En los acantilados de arenisca de Drakensberg hay unas mil cuevas, refugios y salientes, en los que se encuentra una inmensa muestra de arte rupestre, con unas 40.000 imágenes en más de 500 sitios reconocidos, que tienen entre 120 y 3.000 años de antigüedad. El Game Pass Shelter es el lugar más visitado. Además de la piedra Rosetta, en este lugar se encuentran otras pinturas polícromas con figuras teriomórficas (que comparten rasgos de persona y animal).